# San Juan Ixtilmaco
San Juan Ixtilmaco es una localidad de México perteneciente al municipio de Apan en el estado de Hidalgo.

## Toponimia
Itztil-ma-co, itztli, obsidiana, ma, tomar, co, final de lugar.

## Geografía
A la localidad le corresponden las coordenadas geográficas 19° 40’ 2.047” de latitud norte y 98° 26’ 52.768” de longitud oeste, con una altitud de 2544 m s. n. m. Se encuentra a una distancia aproximada de 8.25 kilómetros al sur de la cabecera municipal, Apan.
En cuanto a fisiografía, se encuentra dentro de la provincia del Eje Neovolcánico dentro de la subprovincia de Lagos y Volcanes de Anáhuac; su terreno es de llanura. En lo que respecta a la hidrología se encuentra posicionado en la región Panuco, dentro de la cuenca del río Moctezuma, en la subcuenca de la laguna de Tochac y Tecocomulco. Cuenta con un clima templado subhúmedo con lluvias en verano, de menor humedad.

## Demografía
En 2020 registró una población de 735 personas, lo que corresponde al 1.58 % de la población municipal. De los cuales 357 son hombres y 378 son mujeres. Tiene 193 viviendas particulares habitadas.
| Gráfica de evolución demográfica de San Juan Ixtilmaco entre 1960 y 2020                     |
|                                                                                              |
| Población de los censos y conteos del Instituto Nacional de Estadística y Geografía (INEGI). |

## Economía
La localidad tiene un grado de marginación alto y un grado de rezago social bajo.